# Euneornis campestris
Sementeiro-de-queixo-ruivo ou papa-capim-azulado (Euneornis campestris) é uma espécie de ave da família Thraupidae. É a única espécie do género Euneornis.
Pode ser encontrada nos seguintes países: Ilhas Cayman e Jamaica.
Os seus habitats naturais são: florestas subtropicais ou tropicais húmidas de baixa altitude e florestas secundárias altamente degradadas.